# Misratah (gemeente)
Misratah is een Libische gemeente in het noordwesten van het land. Hoofdstad van de gemeente is de stad Misratah.

## Geografie
In het noorden grenst Misratah aan de Middellandse Zee. Andere gemeenten waar Misratah aan grenst zijn:
- Sirte - zuidoosten
- Al Jabal al Gharbi - zuidwesten
- Al Murgub - noordwesten

## Geschiedenis
Tot de herindeling van Libië in 2007 bestond de gemeente uit de stad Misratah en haar directe omgeving en had een grootte van 2.770 km². Bij de herindeling van 2007 werden een aantal gemeenten opgeheven en grenzen verlegd, waardoor de gemeente Bani Walid onder meer van de nieuwe gemeente Misratah deel van ging uitmaken.
Benghazi ·
Al Butnan ·
Derna ·
Ghat ·
Al Jabal al Akhdar ·
Al Jabal al Gharbi ·
Al Jfara ·
Al Jufrah ·
Al Kufrah ·
Al Marj ·
Misratah ·
Al Murgub ·
Murzuq ·
Nalut ·
An Nuqat al Khams ·
Sabha ·
Sirte ·
Tripoli ·
Wadi Al Hayaa ·
Wadi Al Shatii ·
Al Wahat ·
Az Zawiyah